# Adelsried
Adelsried est une commune allemande de Bavière située dans l'arrondissement d'Augsbourg et le district de Souabe.

## Géographie

Situation d'Adelsried dans l'arrondissement d'Augsbourg

Adelsried est située dans le parc naturel d'Augsbourg-Westliche Wälder, sur la Laugna, sous-affluent du Danube par la Zusam, à 17 km au nord-ouest d'Augsbourg. La commune est constituée des trois villages d'Adelsried, Kruichen et Engelshof.
Communes limitrophes (en commençant par le nord et dans le sens des aiguilles d'une montre) : Bonstetten, Gersthofen, Aystetten, Horgau, Zusmarshausen et Welden.

## Histoire
La première mention écrite du village date de 919. En 1309, Adelsried passe dans la dépendance de l'évêché d'Augsbourg jusqu'à la sécularisation de 1803 et son intégration au royaume de Bavière. En 1818, Adelsried est érigé en commune et rejoint l'arrondissement de Zusmarshausen jusqu'à la disparition de ce dernier en 1929.
Durant les réformes administratives des années 1970, les communes de Kruichen et Elgenshof sont incorporées au territoire d'Adelsried.

## Démographie
| 1840 | 1871 | 1885 | 1900 | 1910 | 1925 | 1933 | 1939 | 1950  |
| ---- | ---- | ---- | ---- | ---- | ---- | ---- | ---- | ----- |
| 505  | 533  | 459  | 565  | 593  | 596  | 617  | 679  | 1 017 |

| 1961  | 1970  | 1987  | 2000  | 2005  | 2009  | - | - | - |
| ----- | ----- | ----- | ----- | ----- | ----- | - | - | - |
| 1 030 | 1 326 | 1 816 | 2 265 | 2 253 | 2 260 | - | - | - |